# Jakov Segel
Jakov Segel (russisk: Я́ков Алекса́ндрович Се́гель) (født 10. marts 1923 i Rostov-on-Don i det Sovjetunionen, død 19. maj 1995 i Moskva i Rusland) var en sovjetisk filminstruktør, skuespiller og manuskriptforfatter.

## Filmografi
- Dom, v kotorom ja zjivu (Дом, в котором я живу, 1957)[1][2]
- Prosjjajte, golubi! (Прощайте, голуби!, 1960)